# Соломін Юрій Мефодійович
Соломін Юрій Мефодійович (нар. 18 червня 1935, Чита, РРФСР — 11 січня 2024, Москва, РФ) — російський актор, режисер. Герой Праці Російської Федерації (27.04.2020), Народний артист СРСР (09.02.1988), Народний артист Киргизської Республіки (02.05.1996), лауреат Державної премії РРФСР імені братів Васильєвих (1971) та Державної премії Росії (2002).

## Життєпис
Народився 18 червня 1935 року у м. Читі (РФ).
Закінчив Вище театральне училище ім. М. С. Щепкіна (1957).
З 8 вересня 1990 року по 15 листопада 1991 року — міністр культури РРФСР. В подальшому, до 5 грудня 1991 року — тимчасово виконував обов'язки міністра. Головний режисер Малого театру.
Старший брат актора Віталія Соломіна.

### Фільмографія
- 1969 — «Ад'ютант його високоповажності»" — штабс-капітан Кольцов;
- 1975 — «Дерсу Узала»;
- 1977 — «Ходіння по муках» (1977) — Іван Ілліч Тєлєгін;
- 1978 — «Звичайне диво» (1978) — Шинкар;
- 1980 — «Світло у вікні» (1980) — Володимир Олександрович Єгоров;
- 1984 — «ТАРС уповноважений заявити…» (1984) — полковник Славін;
- «Серце матері», «Вірність матері», «Сильні духом», «Четвертий», «Блокада» та ін.

Знявся в українських художніх фільмах:
- «Інспектор карного розшуку» (1971, Головко);
- "Квартет Гварнері (1978, Водницин);
- «Спочатку було слово» (1992, також режисер).

## Громадянська позиція
Путініст та українофоб. 11 березня 2014 року підтримав Російську агресію в Криму, підписавши колективне звернення до російської громадськості «Діячі культури Росії — на підтримку позиції Президента по Україні та Криму». Вважав Крим і місто Харків — історично російськими.